# 대한민국 민법 제746조
대한민국 민법 제746조는 불법원인급여에 대한 민법 채권법 조문이다.

## 조문
제746조 (불법원인급여) 불법의 원인으로 인하여 재산을 급여하거나 노무를 제공한 때에는 그 이익의 반환을 청구하지 못한다. 그러나 그 불법원인이 수익자에게만 있는 때에는 그러하지 아니하다.

第746條(不法原因給與) 不法의 原因으로 因하여 財産을 給與하거나 勞務를 提供한 때에는 그 利益의 返還을 請求하지 못한다. 그러나 그 不法原因이 受益者에게만 있는 때에는 그러하지 아니하다.

Article 746(Illegally Gained Benefit) When the property or labor was given as a result of illegality, one cannot demand return of the benefit gained, unless the illegality exists only in the beneficiary.

## 비교 조문
일본민법 제708조 (불법원인급여) 불법한 원인으로 인해 급부를 한 자는 그 급부한 것의 반환을 청구할 수 없다. 그러나, 불법한 원인이 수익자에게만 존재하는 때에는 그러하지 아니하다.

- 유부남 A는 B양과 동거를 시작하였고 동거의 조건은 A씨가 매월 200만원의 생활비를 지급하고 형식상 B양 이름으로 아파트를 얻어 주는 것이었다. 이런 "첩계약"의 경우 불법이므로 이를 원인으로 A가 아파트 반환을 청구하는 것은 법이 허용하지 아니한다
- 포주 甲은 乙녀가 성매매대가로 받은 금원을 교부받아 보관, 월말에 분배하기로 乙과 약정하고도 乙로부터 교부받아 보관 중인 금원을 임의로 소비한 경우, 공평에 반하고 신의성실의 원칙에도 어긋나므로 법 제746조 적용을 배제하고 횡령죄로 처벌할 수 있다
- 조합장이 조합으로부터 공무원에게 뇌물로 전달해 달라고 금원을 교부받았는데 이를 뇌물로 전달하지 않고 개인적으로 소비해 조합원들로부터 횡령죄로 고소된 사건에서 대법원은 급여를 한 사람은 그 원인행위가 법률상 무효임을 내세워 상대방에게 부당이득반환청구를 할 수 없다고 판시하였다

- 불법자금 세탁을 할 목적으로 갑이 을에게 돈 89억원을 보관해 달라고 부탁하였고 을은 이를 승낙하고 갑은 이 돈중 8억을 써도 된다고 하였다. 하지만 을은 이 가운데 무려 43억원을 임의로 썼고 을은 횡령죄로 고소당하였으나 재판부는 자금관리를 부탁한 이유가 금융감독원이나 수사기관의 압수를 피하기 위해 불법자금을 숨기기 위한 목적이면 민법 제746조의 '불법원인급여'가 성립된다고 하여 무죄를 선고하였다

- 갑은 거액을 걸고 도박을 하는 을에게 도박자금으로 1억원을 빌려주었고 을에게 갚을 것을 요구하며 소송을 제기하였으나 이 경우, 사행행위인 도박의 자금을 대여하는 행위는 무효이고 도박자금을 대여하는 등 불법원인에 의한 급부는 그 원인행위가 무효이므로 그로 인한 이익은 부당이득이 되어 반환돼야 하는 것이 원칙이다

- A는 지난 17대 대통령선거 당시 중앙당 선거대책위원회 특별보좌역, 제17대 대통령취임준비위원회 자문위원 등의 지위를 지낸 B가 지난 2008년 5월 자신을 정부 산하단체 임원으로 취직시켜주겠다며 제3자를 통해 5000만원을 요구해 줬으나 취직도 못하고 돈만 잃었다며 B씨를 상대로 소송을 제기했고 법원은 "피고가 정부 산하단체 임원 취업 청탁 명목으로 돈을 받았다고 해도 이는 민법에서 정한 '불법원인급여(불법의 원인으로 재산을 급여하거나 노무를 제공하는 일)'에 해당해 원고가 반환을 구할 수 없다"고 판시했다

## 판례
- 민법 제746조가 불법의 원인으로 인하여 재산을 급여하거나 노무를 제공한 때에 그 이익의 반환을 청구하지 못하도록 규정한 것은, 그에 대한 법적 보호를 거절함으로써 소극적으로 법적 정의를 유지하려고 하는 취지이므로, 위 법조항에서 말하는 이익에는 사실상의 이익도 포함되나, 그 이익은 재산상 가치가 있는 종국적인 것이어야 하고, 그것이 종속적인 것에 불과하여 수령자가 그 이익을 향수하려면 경매신청을 하는 것과 같이 별도의 조치를 취하여야 하는 것은 이에 해당하지 않는다[1]

- 민법 제746조의 불법원인급여에 해당하여 급여자가 수익자에 대한 반환청구권을 행사할 수 없다고 하더라도, 수익자가 기망을 통하여 급여자로 하여금 불법원인급여에 해당하는 재물을 제공하도록 하였다면 사기죄가 성립한다.[2]

- 도박자금으로 금원을 대여함으로 인하여 발생한 채권을 담보하기 위한 근저당권설정등기가 경료 되었을 뿐인 경우와 같이 수령자가 그 이익을 향수하려면 경매신청을 하는 등 별도의 조치를 취하여야 하는 경우에는, 그 불법원인급여로 인한 이익이 종국적인 것이 아니므로 등기설정자는 무효인 근저당권설정등기의 말소를 구할 수 있다[3].

- 민법 제746조의 규정취의는 민법 제103조와 함께 사법의 기본이념으로 사회적 타당성이 없는 행위를 한 사람은 그 형식여하를 불문하고 스스로 한 불법행위의 무효를 주장하여 그 복구를 소구할 수 없다는 법의 이상을 표현한 것이고 부당이득반환청구만을 제한하는 규정이 아니므로 불법의 원인으로 급여를 한 사람이 그 원인행위가 무효라고 주장하고 그 결과 급여물의 소유권이 자기에게 있다는 주장으로 소유권에 기한 반환청구를 하는 것도 허용할 수 없는 것이니, 도박채무가 불법무효로 존재하지 않는다는 이유로 양도담보조로 이전해 준 소유권이전등기의 말소를 청구하는 것은 허용되지 않는다[4].

- 민법 제746조에 의하면, 불법의 원인으로 인한 급여가 있고, 그 불법원인이 급여자에게 있는 경우에는 수익자의 불법성이 급여자의 그것보다 현저히 큰 데 반해 급여자의 불법성은 미약한 경우에도 급여자의 반환청구가 허용되지 않는다면 공평에 반하고 신의성실의 원칙에도 어긋나므로, 이러한 경우에는 민법 제746조 본문의 적용이 배제돼 급여자의 반환청구는 허용되고 포주가 윤락녀와 사이에 윤락녀가 받은 화대를 포주가 보관했다가 절반씩 분배하기로 약정하고도 보관중인 화대를 임의로 소비한 경우, 화대의 소유권이 여전히 윤락녀에게 속하므로 횡령죄를 구성한다[5]

- 민법 제746조에 불법의 원인으로 인하여 재산을 급여하거나 노무를 제공한 때에는 그 이익의 반환을 청구하지 못한다고 규정한 뜻은 급여를 한 사람은 그 원인행위가 법률상 무효임을 내세워 상대방에게 부당이득반환청구를 할 수 없고, 또 급여한 물건의 소유권이 자기에게 있다고 하여 소유권에 기한 반환청구도 할 수 없어서 결국 급여한 물건의 소유권은 급여를 받은 상대방에게 귀속된다는 것이므로 조합장이 조합으로부터 공무원에게 뇌물로 전달하여 달라고 금원을 교부받은 것은 불법원인으로 인하여 지급 받은 것으로서 이를 뇌물로 전달하지 않고 타에 소비하였다고 해서 타인의 물을 보관중 횡령하였다고 볼 수는 없다.[6]

## 참고문헌
- 정범석. "민법 제103조 - 특히 민법 제746조와의 관련을 술함(述)." 사법행정 6.6 (1965): 21-23.
- 이재홍. (2014). 재산권 관련 법률에 대한 위헌심사방법론 민법 제746조(불법원인급여)의 위헌 여부 판단. 저스티스,, 5-51.
- 최봉경. (2006). 不法原因給與 민법 제746조 본문의 해석과 적용기준을 중심으로. 비교사법,, 165-217.
- 송덕수. (1995, 8). 민법 민법 제746조에 관한 약간의 고찰. 고시계, 40(9), 127-138.
- 정상현. "민법 제746조 불법의 의미에 대한 일고찰." 민사법학 19.- (2001): 169-192.
- 최봉경. "不法原因給與 - 민법 제746조 본문의 해석과 적용기준을 중심으로." 비교사법 13.3 (2006): 165-217.

## 같이 보기
- 불법원인급여